# Distrito electoral de Anna 2
Anna District 2 (en inglés: Anna District 2 Precinct) es un distrito electoral ubicado en el condado de Union en el estado estadounidense de Illinois. En el Censo de 2010 tenía una población de 889 habitantes y una densidad poblacional de 90,81 personas por km².

## Geografía
Anna District 2 se encuentra ubicado en las coordenadas 37°25′53″N 89°14′17″O / 37.43139, -89.23806. Según la Oficina del Censo de los Estados Unidos, Anna District 2 tiene una superficie total de 9.79 km², de la cual 9.71 km² corresponden a tierra firme y (0.77%) 0.08 km² es agua.

## Demografía
Según el censo de 2010, había 889 personas residiendo en Anna District 2. La densidad de población era de 90,81 hab./km². De los 889 habitantes, Anna District 2 estaba compuesto por el 96.06% blancos, el 2.36% eran afroamericanos, el 0.45% eran amerindios, el 0.45% eran asiáticos, el 0.11% eran isleños del Pacífico, el 0.22% eran de otras razas y el 0.34% pertenecían a dos o más razas. Del total de la población el 1.01% eran hispanos o latinos de cualquier raza.